# To the Devil a Daughter
To the Devil a Daughter is een Brits-Duitse horrorfilm uit 1976 van Peter Sykes, met Christopher Lee, Richard Widmark, Honor Blackman en Nastassja Kinski. Het verhaal is gebaseerd op de gelijknamige roman uit 1953 van Dennis Wheatley. Voor Kinski betekende dit haar internationaal debuut. Ze was veertien tijdens het draaien van de film. Het was de laatste Hammer Horror-film met Christopher Lee, tot zijn terugkeer in 2011 in The Resident.

## Verhaal
De geëxcommuniceerde Amerikaanse priester Michael Rayner leidt in Beieren een heidense, maar schijnbaar katholieke, orde. De jonge Catherine, dochter van Henry Beddows, is een non in de orde. In werkelijkheid leidt Rayner een groep van duivelsaanbidders en die zijn van plan om Catherine op haar achttiende verjaardag de vertegenwoordiger van de duivel op aarde te laten baren. Wanneer die dag nadert vraagt Beddows aan de occulte schrijver John Verney om Catherine te beschermen. Rayner gebruikt zwarte magie om Catherine in zijn macht te krijgen en Verney moet bovennatuurlijke krachten oproepen om hem te verslaan.

## Rolverdeling
| Acteur           | Personage         |
| ---------------- | ----------------- |
| Richard Widmark  | John Verney       |
| Christopher Lee  | Michael Rayner    |
| Honor Blackman   | Anna Fountain     |
| Denholm Elliott  | Henry Beddows     |
| Nastassja Kinski | Catherine Beddows |